# Mäusekegel
Der Mäusekegel (Conus mus) ist eine Schnecke aus der Familie der Kegelschnecken (Gattung Conus), die im westlichen Atlantischen Ozean und Karibischen Meer verbreitet ist und sich von Vielborstern ernährt.

## Merkmale
Conus mus trägt ein mäßig großes Schneckenhaus, das bei ausgewachsenen Schnecken bis zu 4,4 cm Länge erreicht. Das Gewinde der Schale ist mit Tuberkeln überzogen. Über den Körperumgang verlaufen schmale, erhabene umlaufende Streifen. Die Oberfläche des Gehäuses ist aschweiß mit kastanienfarbenen Längsstreifen und Flecken. Die Tuberkeln des Gewindes sind weiß, und im Bereich zwischen der Mitte und der Basis des Körperumgangs verläuft meist ein weißer Streifen. Die Gehäusemündung ist kastanienfarben mit einem mittleren weißen Streifen.
Die Radulazähne sind etwa 2 bis 3 % so lang wie das Schneckenhaus. Sie haben einen Widerhaken, der etwa 6 bis 8 % der gesamten Zahnlänge ausmacht, eine Schneide mit etwa einem Drittel der Zahnlänge, eine Reihe von Zähnchen mit etwa einem Viertel der Zahnlänge, einen Zacken und einen Sporn.
Die Oberseite des Fußes und der Sipho sind dunkel rosa mit schwarzen Flecken, die Fußsohle kremfarben bis hellrosa mit dunkler rosafarbenen Kanten.

## Verbreitung und Lebensraum
Conus mus tritt im westlichen Atlantischen Ozean, Karibischen Meer und Golf von Mexiko von North Carolina und Bermudas bis Venezuela auf. Er bevorzugt Meerestiefen bis 18 m.

## Nahrung
Die Beute von Conus mus besteht aus Vielborstern (Polychaeta). Er wurde beim Fressen hoch giftiger, wehrhafter und räuberischer Feuerborstenwürmer (Amphinomidae) beobachtet, die er mit seinen giftigen Radulazähnen sticht und frisst. Diese Zähne unterscheiden sich allerdings von denen anderer Kegelschnecken wie Conus cedonulli und Conus regius, die auch Feuerborstenwürmer fressen.